# Малкольм Гудвін
Малкольм Гудвін (англ. Malcolm Goodwin; 22 грудня 1982, Бруклін, Нью-Йорк) — американський актор. Найбільш відомий по ролі Шона «Ши» Деніелса в телесеріалі «Королі втечі» і по таких фільмах, як «Гангстер», «Детройт 1-8-7» і «Божевільний на волі».

## Біографія
Малкольм Гудвін народився 22 грудня 1982 року в Брукліні, Нью-Йорк. У школі Малкольм захоплювався спортом, наукою і театром. Він брав участь у різних наукових презентаціях і виставках. Малкольм отримав вищу освіту, закінчивши SUNY Purchase College Acting Conservatory, ставши бакалавром в галузі театрального мистецтва та кінематографії.
Гудвін найбільш відомий, як Джиммі з фільму «Гангстер» або, як Ши Деніелс з телесеріалу «Королі втечі». Крім акторської діяльності, він також займається режисерською діяльністю і продюсуванням фільмів, музичних кліпів і короткометражок.

## Фільмографія
| Рік       | Українська назва                                                                             | Оригінальна назва                                                               | Роль                |
| --------- | -------------------------------------------------------------------------------------------- | ------------------------------------------------------------------------------- | ------------------- |
| 2021      | Не зовсім університет                                                                        | Not Quite College                                                               | Томмі               |
| 2020      |                                                                                              | The Bellmen                                                                     | Джефф Бріджес       |
| 2020      | Бути світлом                                                                                 | Be the Light                                                                    | Марвін              |
| 2019      |                                                                                              | Ring Ring                                                                       | Вілл                |
| 2019      | Скейтер                                                                                      | Skater                                                                          | Девід Берд          |
| 2017      | Проект "Снігова людина"                                                                      | The Bigfoot Project                                                             | Джуніор             |
| 2015      | Щасливий номер                                                                               | Lucky Number                                                                    | Гаррет "Джи" Браун  |
| 2015      | Всю ніч в бігах                                                                              | Run All Night                                                                   | Колстон             |
| 2015–2019 | Я - зомбі                                                                                    | iZombie                                                                         | Клів                |
| 2014      | Картковий будинок                                                                            | House of Cards                                                                  | Дарнелл Гейс        |
| 2013      | Блакитна кров                                                                                | Blue Bloods                                                                     | Анджело             |
| 2012      | Фрілансери                                                                                   | Freelancers                                                                     | АД                  |
| 2012      | Носоріг                                                                                      | Rhino                                                                           | Генк                |
| 2012      | Елементарно                                                                                  | Elementary                                                                      | Андре Белл          |
| 2011–2012 | Королі втечі                                                                                 | Breakout Kings                                                                  | Шон «Ши» Деніелс    |
| 2011      | Томмі O показує зіркову Америку                                                              | The Tommy O Show Starring America                                               | Мак Мен             |
| 2011      | Американська мрія                                                                            | The American Dream                                                              | Рональд             |
| 2010      | Детройт 1-8-7                                                                                | Detroit 1-8-7                                                                   | К.Дж.               |
| 2010      | Божевільний на волі                                                                          | Crazy on the Outside                                                            | Рік                 |
| 2010      | Не зовсім коледж                                                                             | Not Quite College                                                               | таксист Томмі       |
| 2010      | Справжня історія. Заснована на подіях, що ніколи не траплялися. …І на деяких, які траплялися | A True Story. Based on Things that Never Actually Happened. …And Some That Did. | Джейсон             |
| 2009      | Адвокатська практика                                                                         | Raising the Bar                                                                 | Веслі Веддербарн    |
| 2009      | Короткі інтерв'ю з покидьками                                                                | Brief Interviews with Hideous Men                                               | батько об'єкта № 42 |
| 2009      | Проклятий Міссісіпі                                                                          | Mississippi Damned                                                              | Семмі Стоун         |
| 2009      | Чорні рукавички                                                                              | Black Gloves                                                                    | Джеймс              |
| 2008      | Райський проект                                                                              | The Lazarus Project                                                             | Роббі               |
| 2008      | Чудо святої Анни                                                                             | Miracle at St. Anna                                                             | Хіггінс             |
| 2008      | Аутсайдери                                                                                   | The Longshots                                                                   | Рой                 |
| 2008      | Список контактів                                                                             | Deception                                                                       | Кеббі               |
| 2008      | Кохання поза правилами                                                                       | Leatherheads                                                                    | Бейкс               |
| 2007      | Поліція Нового Орлеана                                                                       | K-Ville                                                                         | Трой Боле           |
| 2007      | Гангстер                                                                                     | American Gangster                                                               | Джиммі Зі           |
| 2007      | Анаморф                                                                                      | Anamorph                                                                        | сторож в музеї      |
| 2007      | Виходь наступним                                                                             | Got Next                                                                        | Дрю                 |
| 2006      | Архітектор                                                                                   | The Architect                                                                   | Великий Тім         |
| 2005      | Розбагатій або помри                                                                         | Get Rich or Die Tryin'                                                          | Шаарокс             |
| 2005      | Місця ззаду                                                                                  | Backseat                                                                        | Рікі                |
| 2005      | Пробудження впавшого сонця                                                                   | Wake of the Fallen Sun                                                          | Джейкоб             |
| 2004      | Закон і порядок: Злочинний намір                                                             | Law & Order: Criminal Intent                                                    | Елвін Фергін        |
| 2003      | Таксист                                                                                      | Hack                                                                            |                     |
| 2003      | Закон і порядок                                                                              | Law & Order                                                                     | Ламонт Тайлер       |
| 1997      | Колір справедливості                                                                         | Color of Justice                                                                | Шон                 |